# 개발도상국

선진국 (IMF)
개발도상국 (IMF)
후진국 (UN)
자료 없음
IMF, 유엔의 국가별 분류를 보여주는 세계 지도 (2023년 4월 업데이트). 해당 분류에 따르면 개발도상국은 주황색으로 표시되어 있다. 이 지도는 세계은행의 분류를 포함하지 않고 있다.

개발도상국 또는 개발도중국(開發途上國,開發途中國 문화어: 발전도상나라, 영어: developing country, low and middle-income country, LMIC) 또는 약칭 개도국은 선진국에 비해 산업의 근대화와 경제개발이  뒤쳐지고 있어 현재 경제성장을 목표로 하는 나라를 일컫는다. 보통 후진국과 비슷한 뜻으로 통용되며, 발전도중국이라고도 한다. 대표적인 나라로는 중국과 인도가 있다. 지구 상의 대부분 국가는 개발도상국에 해당되며, 개발도상국 간에도 경제 및 산업의 발전 격차가 심하기 때문에, 상위권의 개발도상국들을 중진국(신흥 공업국)이라는 명칭으로 통칭하기도 한다.

## 개발도상국의 정의
이전에는 경제개발이 늦은 나라를 저개발국(less-developed country, LDC), 또는 후진국(undeveloped country)이라고도 불렀으나 지금은 일반적으로 개발도상국이란 용어로 통용되고 있다.
고도의 산업 발전을 이수의 선진국가를 제외한 대부분의 국가가 여기에 포함되며, 개발도상국의 대부분은 동유럽, 동아시아, 동남아시아, 서아시아, 중앙아시아, 남아시아, 아프리카 및 중남미에 위치하고 있다. 인도와 중국은 저임금으로 해외 기업의 공장들이 많아 전체 GDP는 많지만 개발도상국에 속한다. UNCTAD에서 중국은 개발도중국에 속하며 강대국의 기준을 이탈리아같은 선진국으로 보기 때문에 개발도상국 지위에 있는 중국은 강대국으로 인정되지 않는다. 2021년 UNCTAD는 대한민국을 강대국의 기준이 되는 선진국으로 인정하였다.

## 개발도상국으로 분류된 국가들
다음 국가들은 국제 통화 기금의 2014년 4월 세계 경제 전망 보고서와 세계 은행 자료에서 개발도상국으로 분류되고 있다. (가나다 순)
| ㄱ 가나 가봉 가이아나 감비아 과테말라 그레나다 기니 기니비사우 | ㄴ 나이지리아 나우루 남아프리카 공화국 니제르 니카라과 | ㄷ 도미니카 공화국 도미니카 연방 | ㄹ 레바논 루마니아 리투아니아 |

| ㅁ 마케도니아 말레이시아 멕시코 모로코 모잠비크 몬테네그로 몰도바 몰디브 몽골 | ㅂ 바누아투 바베이도스 바하마 방글라데시 베냉 베네수엘라 베트남 벨라루스 벨리즈 보스니아헤르체고비나 보츠와나 볼리비아 불가리아 브라질 브루나이 | ㅅ 사모아 상투메 프린시페 세네갈 세르비아 세인트루시아 세인트빈센트 그레나딘 솔로몬 제도 수리남 시에라리온 | ㅇ 아르메니아 아르헨티나 아제르바이잔 알제리 에콰도르 엘살바도르 오만 온두라스 요르단 우간다 우루과이 우크라이나 우즈베키스탄 이란 이집트 인도 인도네시아 |

| ㅈ 중화인민공화국 자메이카 잠비아 적도기니 조지아 중앙아프리카 공화국 지부티 짐바브웨 | ㅊ 차드 | ㅋ 카메룬 카보베르데 카자흐스탄 캄보디아 케냐 코모로 코스타리카 코소보 코트디부아르 콜롬비아 콩고 공화국 콩고 민주 공화국 쿠바 크로아티아 키르기스스탄 | ㅌ 타이 타지키스탄 탄자니아 튀르키예 토고 통가 투르크메니스탄 튀니지 트리니다드토바고 |

| ㅍ 파나마 파라과이 파푸아뉴기니 팔라우 페루 폴란드 피지 필리핀 | ㅎ 헝가리 |  |  |

## 같이 보기
- 선진국
- 신흥공업국
- 후진국
- G20 개발도상국
- 넥스트 일레븐
- 브릭스
- 남북문제
- 남남문제
- 제3세계
- 불균형성장 전략